# Bitwa pod Austerlitz
Bitwa pod Austerlitz, zwana także bitwą trzech cesarzy, rzadziej bitwą pod Brnem – jedna z najważniejszych bitew wojen napoleońskich i decydująca bitwa wojny z III koalicją antyfrancuską, stoczona 2 grudnia 1805 na zachód od Sławkowa (niem. Austerlitz) w Cesarstwie Austrii (obecnych Czechach), między francuską Wielką Armią, a połączonymi siłami wojsk: austriackich oraz rosyjskich.

## Tło konfliktu
Po fiasku planów inwazji na Anglię, Napoleon Bonaparte skierował swoją Wielką Armię przeciwko wojskom III koalicji antyfrancuskiej (Rosja, Wielka Brytania, Austria, Szwecja i Królestwo Neapolu). Najpierw w dniach 16–19 października 1805 w bitwie pod Ulm pokonał wojska austriackiego generała Macka, które broniły północnego podejścia do Wiednia. Stolica Austrii została zajęta, a wojska napoleońskie skierowały się na północny wschód, by zmierzyć się z połączonymi w Ołomuńcu wojskami austriacko-rosyjskimi. 16 listopada 1805 nieopodal austriackiego Hollabrunnu doszło do bitwy pod Schöngrabern, lecz decydujący bój miał zostać stoczony pod Austerlitz (dziś Sławkowie) na Morawach, około 16 km na wschód od centrum Brna.

### Pole bitwy
Północna część pola bitwy była zdominowana przez 210-metrowe wzgórze Santon i 286-metrowe wzgórze Żurań, oba flankujące ważną drogę Ołomuniec–Brno, biegnącą ze wschodu na zachód. Na zachód od tych wzgórz leżała wieś Bielovice, a pomiędzy nimi - na południe - płynął potok Bosenicki, łączący się nieco dalej z potokiem Goldbach, przepływającym przez wsie: Kobelnice, Sokolnice i Telnice. W samym środku tego terenu rozciągało się niskie (11–13 m), rozległe Wzgórze Prackie o łagodnych stokach. Jeden z adiutantów odnotował, że cesarz - stojąc na szczycie Żurania - parokrotnie powtarzał swym marszałkom: „Panowie, przyjrzyjcie się uważnie temu miejscu, to jutrzejsze pole bitwy; będziecie się na nim potykać”.

## Przebieg bitwy

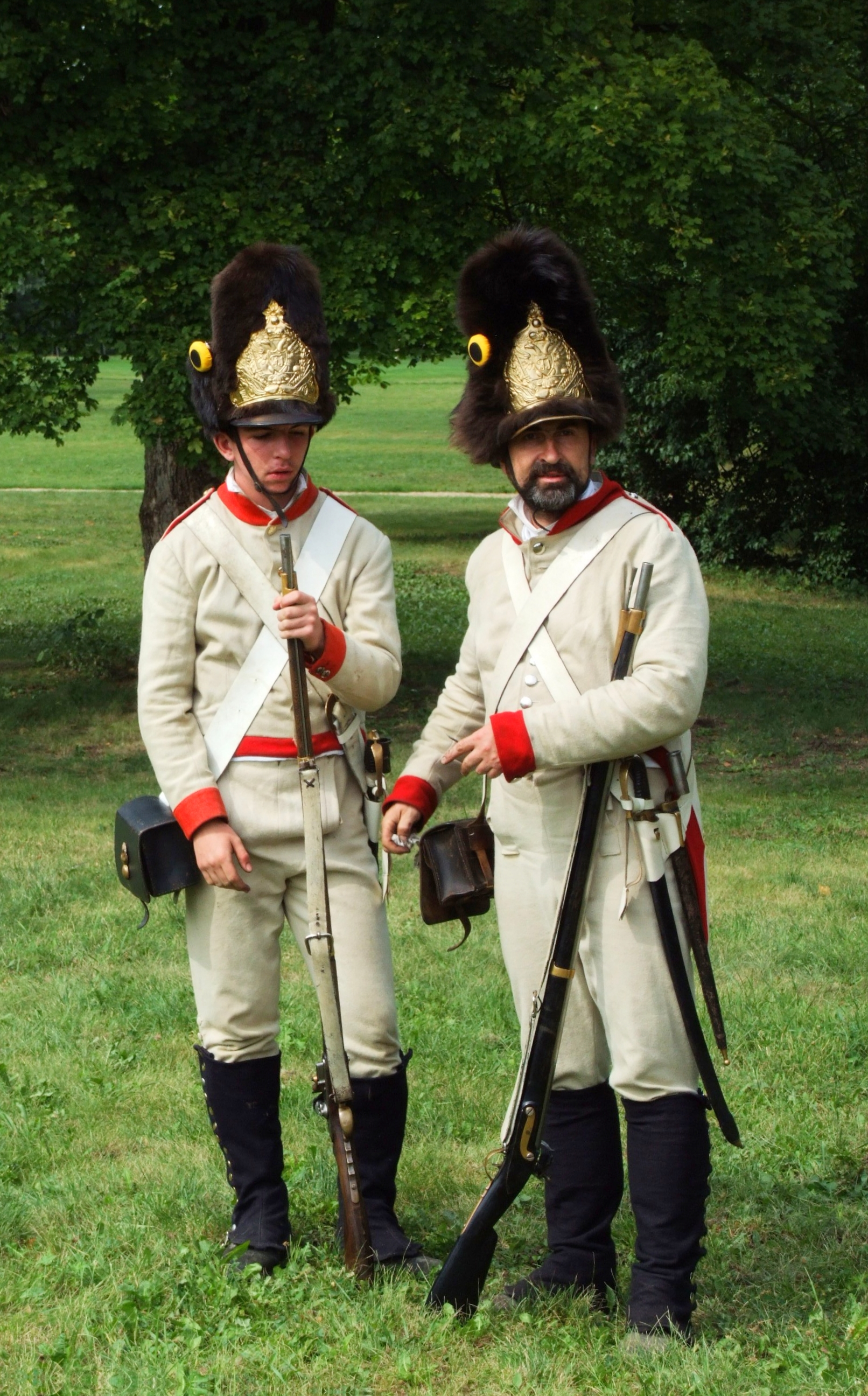
Żołnierze cesarza Austrii (współczesna rekonstrukcja)

Stosunek sił przed bitwą był niekorzystny dla Francuzów: 71,5 tys. żołnierzy wobec 92 tys. żołnierzy połączonej armii austriacko-rosyjskiej, dowodzonej przez Kutuzowa. Bitwa rozpoczęła się 2 grudnia 1805 około godziny 7.00 rano, atakiem sił austriacko-rosyjskich na prawe, rozmyślnie osłabione przez Napoleona skrzydło francuskie, zajmujące pozycje w pobliżu wsi Telnice i Sokolnice. Idący pospiesznym marszem od strony Wiednia w kierunku tego odcinka frontu marszałek Louis Davout miał do dyspozycji 9 tys. żołnierzy przeciw 27 tys. przeciwnika, mimo to utrzymał pozycję i powstrzymał ataki. Kutuzow, chcąc rozbić centrum Francuzów, rzucił do walki dalsze korpusy, które przez położone w centrum Wzgórza Prackie atakowały w kierunku linii francuskich, jednak ze względu na utrzymującą się w dolinach mgłę nie mogły dostrzec wojsk francuskich.
Wykorzystując związanie wielkich sił nieprzyjaciela przez Davouta, około 9.00 Napoleon rzucił do ataku na Wzgórza Prackie dwie dywizje korpusu Soulta, które po dwugodzinnej walce zmusiły przeciwnika do pośpiesznego odwrotu, odcinając jego kolumny walczące z francuskim prawym skrzydłem. Zgrupowanie austriacko-rosyjskie zostało przecięte na pół i car Aleksander I, chcąc ratować sytuację, polecił Kutuzowowi rzucić do walki najlepsze oddziały: gwardyjski pułk Preobrażeński i Siemionowski oraz kawalerię pod dowództwem księcia Konstantego Pawłowicza Romanowa. Kawaleria rosyjska z impetem uderzyła na Francuzów, roznosząc dwa pułki piechoty, lecz Napoleon zażegnał niebezpieczeństwo, wysyłając przeciwko Rosjanom szwadrony mameluków gwardii cesarskiej i strzelców konnych pod dowództwem swego adiutanta, generała Rappa, który dając rozkaz do ataku, krzyknął: „Wiele pięknych pań zapłacze jutro w Petersburgu!”. Kontrszarża francuska zdziesiątkowała i zmusiła do panicznego odwrotu jazdę rosyjską, która zostawiła za sobą ponad 500 zabitych i 200 jeńców, a wśród nich księcia Repnina. Odcięte od swojego centrum lewe skrzydło sprzymierzonych całkowicie rozsypało się.
Wojska sprzymierzonych zaczęły w panice uciekać z pola bitwy we wszystkich możliwych kierunkach. Większość sił rosyjskich pokonanych przez francuskie prawe skrzydło wycofywała się w kierunku na Wiedeń przez pokryte lodem stawy. Pod ogniem francuskiej artylerii lód załamał się, pociągając pod wodę ludzi i działa. Nie wiadomo dokładnie, ile dział i ludzi Rosjanie stracili w tym miejscu, według różnych źródeł od 38 do 100 dział i od 200 do 2 tys. żołnierzy. W związku z tym, że Napoleon pominął ten incydent w swym biuletynie, niższe liczby mogą być bliższe prawdy.
|  |  |

Cesarz nie mógł dobić zmieszanego przeciwnika zwyczajowym pościgiem lekkiej jazdy, ponieważ była ona wyczerpana walką, nie było to zresztą potrzebne. Pierwsze słowa rozkazu wydanego po bitwie przez Napoleona brzmiały: „Żołnierze, jestem z was zadowolony...” (franc. Soldats, je suis content de vous...).

### Rezultaty
Armia austriacko-rosyjska odnotowała około 16 tys. zabitych i rannych oraz 11,5 tys. wziętych do niewoli, stracono 176 armat. Napoleon, przy stracie około 9 tys. zabitych, rannych i wziętych do niewoli, triumfował, a jego zwycięstwo historycy wojskowości określili jako drugie, po Kannach Hannibala, arcydzieło taktyczne w historii wojen.
4 grudnia 1805 cesarz austriacki Franciszek II Habsburg poprosił o rozejm. Podpisany 26 grudnia 1805 traktat pokojowy w Preszburgu (obecnie Bratysława) zakończył wojnę z trzecią koalicją antyfrancuską, a politycznym jego skutkiem był późniejszy rozpad Świętego Cesarstwa Rzymskiego.
Określenie bitwa trzech cesarzy nie jest do końca prawidłowe, ponieważ na polu bitwy był tylko Napoleon Bonaparte i car Aleksander I.

## Upamiętnienie
Bitwa ta jest wymieniona na Łuku Triumfalnym w Paryżu.